# Richard Tandy
Richard Tandy (Birmingham, 26 de março de 1948 – 1 de maio de 2024), foi mais conhecido como o tecladista da banda Electric Light Orchestra. Sua paleta de teclados (incluindo Mini Moog, clavinet, mellotrone piano), foi um ingrediente importante para o grupo.

## História
Um ex-aluno da Escola de Moseley, onde ele conheceu o futuro companheiro de banda Bev Bevan, Tandy, mais se reuniria com Bevan, em 1968, quando tocou na banda The Move. Mais tarde, em 1972, Tandy era o baixista da primeira apresentação ao vivo da Electric Light Orchestra, em seguida, mudou para o teclado quando Jeff Lynne decidiu que seu som ao vivo precisava melhorar.
Bem como a ELO, ele vinha colaborando musicalmente com Jeff Lynne em muitos projetos, entre eles canções para a trilha sonora de Electric Dreams, do álbum solo de Jeff Lynne Armchair Theatre. Antes de ingressar na ELO, Tandy tocou com os grupos "The  Uglys" e "Balls". Em 1986 formou Tandy Morgan Band com Dave Morgan e Martin Smith, ambos os quais havia trabalhado com o ELO nos concertos ao vivo.
Tandy foi caracterizado em todos os álbuns ELO, com exceção do primeiro. Ele também foi creditado como coarranjador no álbum Eldorado: A Symphony By The Electric Light Orchestra em diante.

## Morte
Tandy morreu no dia 1° de maio de 2024, aos 76 anos.

## Discografia

### Álbuns
- Earthrise (como Tandy & Morgan) (1985)
- The BC Collection (1992) (como Tandy, Morgan, Smith)

### Singles
- "Berlin" (como R & D a.k.a. Tandy & Morgan) (1984)
- "Action!" (como The Tandy Morgan Band) (1986)